# Сова (Іран)
Сова (перс. سوا) — село в Ірані, у дегестані Ларіджан-е Софла, у бахші Ларіджан, шагрестані Амоль остану Мазендеран. За даними перепису 2006 року, його населення становило 89 осіб, що проживали у складі 41 сім'ї.

## Клімат
Середня річна температура становить 10,20°C, середня максимальна – 25,25°C, а середня мінімальна – -5,27°C. Середня річна кількість опадів – 262 мм.
| Клімат поселення                              | Клімат поселення | Клімат поселення | Клімат поселення | Клімат поселення | Клімат поселення | Клімат поселення | Клімат поселення | Клімат поселення | Клімат поселення | Клімат поселення | Клімат поселення | Клімат поселення | Клімат поселення |
| Показник                                      | Січ.             | Лют.             | Бер.             | Квіт.            | Трав.            | Черв.            | Лип.             | Серп.            | Вер.             | Жовт.            | Лист.            | Груд.            |                  |
| Середній максимум, °C                         | 3,47             | 4,22             | 7,15             | 13,58            | 18,18            | 22,40            | 25,25            | 25,17            | 22,10            | 17,13            | 11,14            | 6,04             |                  |
| Середня температура, °C                       | −0,9             | −0,14            | 2,78             | 9,20             | 13,80            | 18,02            | 20,73            | 20,63            | 17,58            | 12,61            | 6,63             | 1,50             |                  |
| Середній мінімум, °C                          | −5,27            | −4,53            | −1,6             | 4,82             | 9,44             | 13,64            | 16,20            | 16,10            | 13,06            | 8,08             | 2,10             | −3,02            |                  |
| Норма опадів, мм                              | 30               | 30               | 42               | 31               | 27               | 10               | 7                | 6                | 7                | 23               | 23               | 26               |                  |
| Середньомісячна швидкість вітру, м/с          | 1.72             | 2.30             | 2.89             | 2.92             | 2.24             | 2.09             | 1.94             | 1.75             | 1.79             | 1.94             | 1.98             | 1.73             |                  |
| Середньомісячна сонячна радіація, кДж/м²·день | 8996             | 11591            | 14165            | 17464            | 20973            | 24337            | 23861            | 21972            | 18881            | 14079            | 10617            | 8575             |                  |
| --------------------------------------------- | ---------------- | ---------------- | ---------------- | ---------------- | ---------------- | ---------------- | ---------------- | ---------------- | ---------------- | ---------------- | ---------------- | ---------------- | ---------------- |
| Джерело:                                      |                  |                  |                  |                  |                  |                  |                  |                  |                  |                  |                  |                  |                  |